# 横山勝太郎

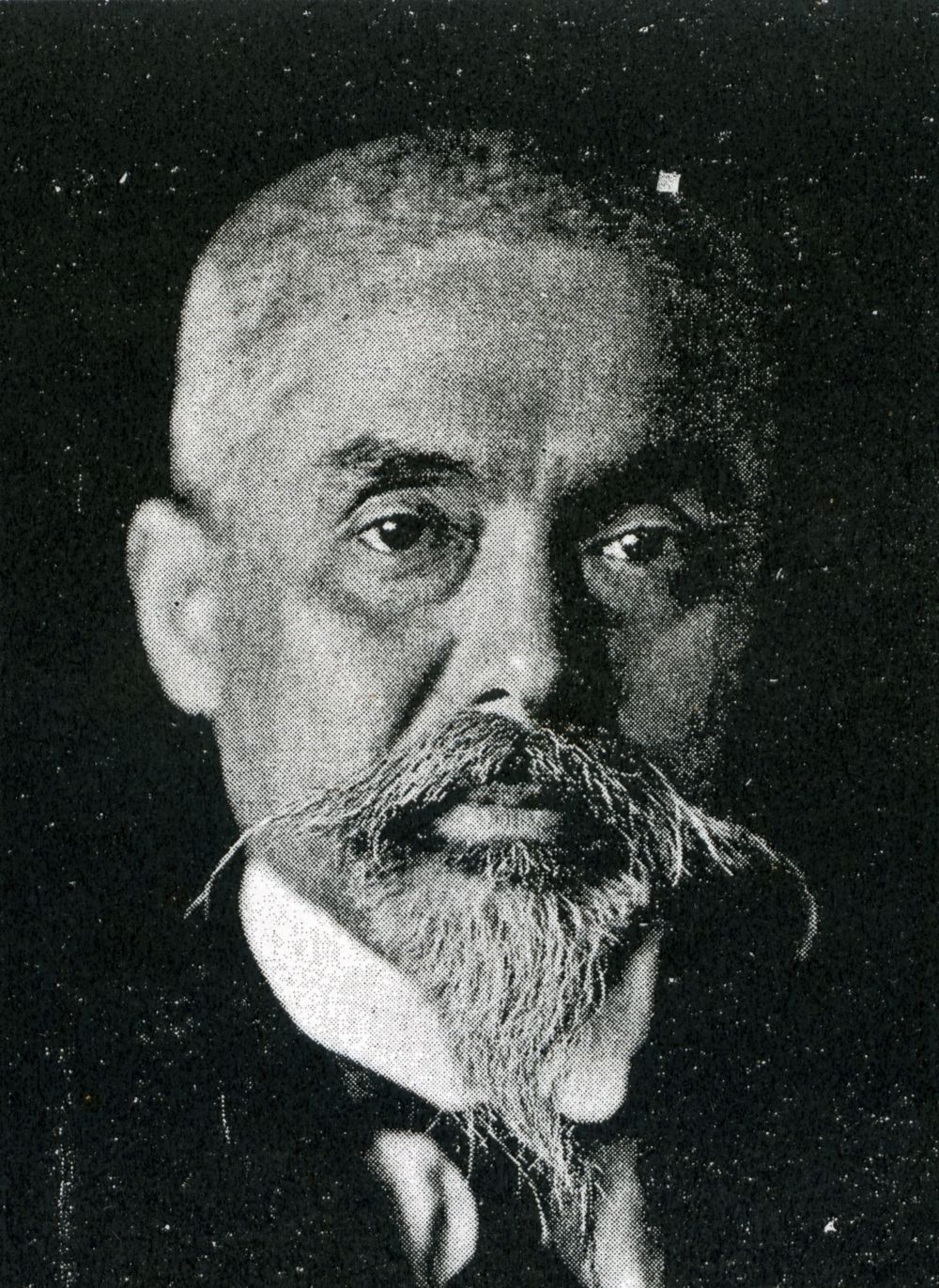
横山勝太郎

横山 勝太郎（よこやま かつたろう、1877年〈明治10年〉11月15日 - 1931年〈昭和6年〉5月12日）は、日本の弁護士、政治家。衆議院議員（東京府第一区選出、当選5回）。族籍は広島県平民。

## 経歴
広島県比婆郡東城村（のち東城町、現在の庄原市）出身。横山市松の長男。1900年に日本法律学校（のち日本大学法律科）を卒業。
1902年に判検事登用試験・弁護士試験に合格、司法官試補に任じ山口地方裁判所及び同区裁判所詰を命ぜられた。翌年に官を辞し、広島に弁護士事務所を開設したが東京に転じ、訴訟事務に従事する。1926年には東京弁護士会会長に就任している。
1914年、東京市会議員に当選。さらに1917年の第13回衆議院議員総選挙に当選し、国政に進出した。憲政会、立憲民政党に所属。憲政党幹事、政務調査会長、幹事長を歴任。濱口内閣では商工政務次官を務めた。

## 栄典
- 1930年（昭和5年）12月5日 - 帝都復興記念章[7]

## 家族・親族
横山家
- 父・市松[4]（1854年 - ?）
- 母・カタ（1863年 - ?、広島、山崎萬太郎の長女）[2]
- 妻・ハルエ（1883年 - ?、東京、蜷川親治の長女）[2][4]
- 長男、二男、長女、二女[2][4]

親戚
- 従兄弟・横山金太郎（弁護士、衆議院議員、広島市長）